# Övre Djuptjärnen, Norrbotten
Övre Djuptjärnen är en sjö i Luleå kommun i Norrbotten och ingår i Alåns huvudavrinningsområde. Sjön har en area på 0,0505 kvadratkilometer och ligger 133,1 meter över havet.

## Delavrinningsområde
Övre Djuptjärnen ingår i det delavrinningsområde (729896-175857) som SMHI kallar för Utloppet av Hollsvattnet. Medelhöjden är 113 meter över havet och ytan är 21,71 kvadratkilometer. Det finns inga avrinningsområden uppströms utan avrinningsområdet är högsta punkten. Bodbäcken (Hollsvattenbäcken) som avvattnar avrinningsområdet har biflödesordning 2, vilket innebär att vattnet flödar genom totalt 2 vattendrag innan det når havet efter 27 kilometer. Avrinningsområdet består mestadels av skog (76 procent). Avrinningsområdet har 2,38 kvadratkilometer vattenytor vilket ger det en sjöprocent på 11 procent.